# Drunk Monkeys (バンド)
Drunk Monkeys（ドランク・モンキーズ）は、大橋卓弥（from スキマスイッチ）のソロサポートメンバーとして超豪華ミュージシャン達が集まったユニットである。

## メンバー
- Vocal Monkey ：大橋卓弥
- Drum Monkey ：古田たかし
- Bass Monkey：山口寛雄
- Guitar Monkey：新井“ラーメン”健
- Keyboard Monkey：斎藤有太

| スタブアイコン | サブスタブ | この項目は、まだ閲覧者の調べものの参照としては役立たない、音楽関係者（バンド等）に関連した書きかけの項目です。この項目を加筆・訂正などしてくださる協力者を求めています（P:音楽/PJ:芸能人）。 |